# Jean-Paul Laenen
Pour les articles homonymes, voir Laenen.
Jean-Paul Laenen est un sculpteur et graveur-médailleur belge né le 19 juin 1931 à Malines (province d'Anvers) et mort le 14 avril 2012.

## Biographie
De 1947 à 1953, Jean-Paul Laenen est élève à l'Institut Supérieur d'Architecture Saint-Luc de Bruxelles, où il devient professeur, de 1967 à 1991.  Il étudie également à la Slade School of Fine Art (rattachée au University College de Londres).
Il est ensuite membre de l'Académie royale des Sciences, des Lettres et des Beaux-Arts de Belgique.
À la fin de sa carrière, il marque le paysage urbain bruxellois postmoderne des années 1980 et 1990 avec plusieurs réalisations comme les statues d'Athéna et Hermès qui ornent le sommet de la façade de l'école supérieure EHSAL ou encore Le fil d'Ariane, un groupe de statues qui orne la passerelle du Parlement européen qui enjambe la rue Belliard.

## Réalisations

### Monnaie
- 1986 et 1987 : pièces de monnaie de 5 et 50 francs belges, frappée du portrait du roi Baudouin ;
- 2000 : trois pièces de monnaie commémoratives de 200 francs belges pour le passage à l'an 2000.

### Sculpture

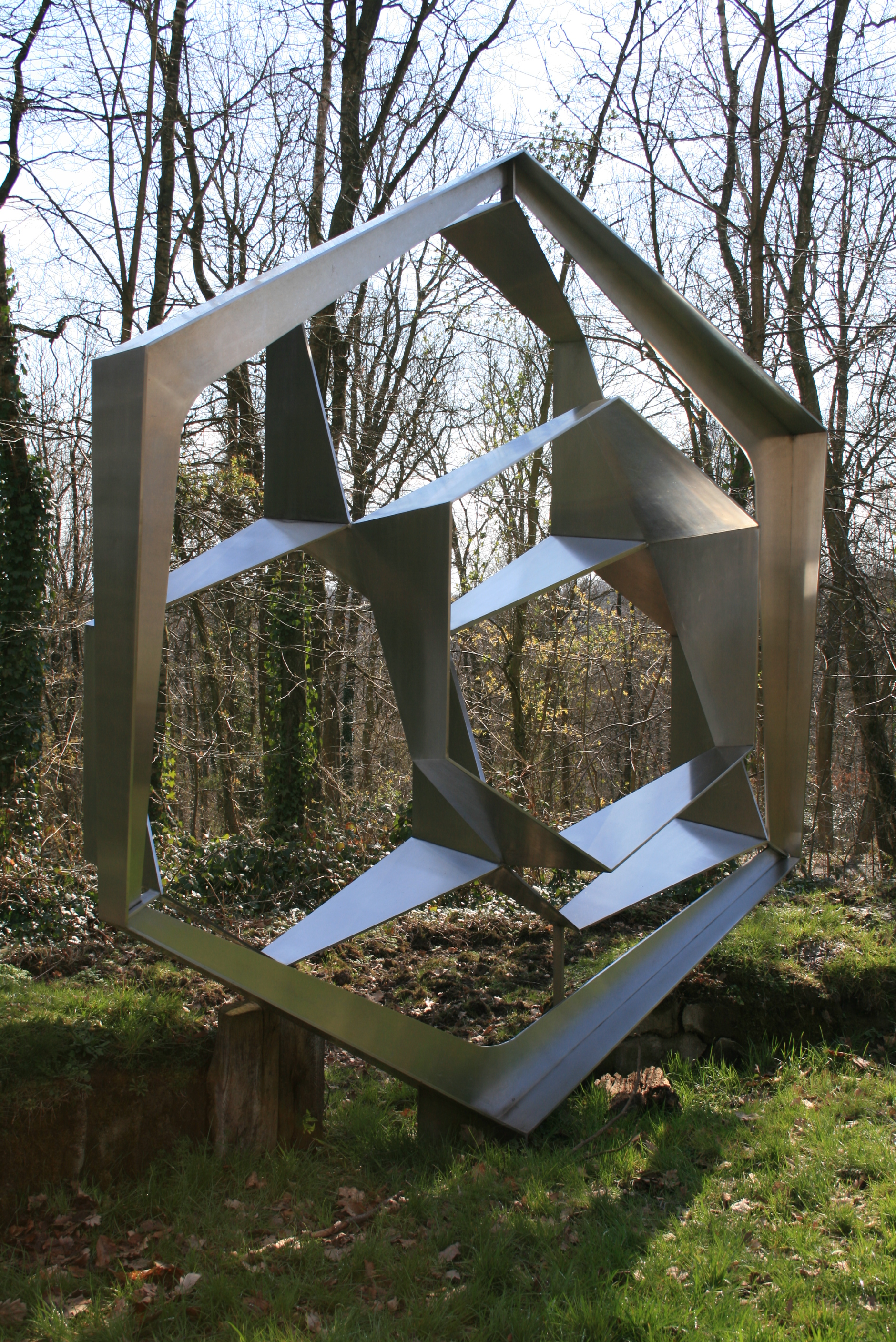
Hommage à Maeterlinck (La vie des abeilles), Musée d'art contemporain en plein air du Sart Tilman.

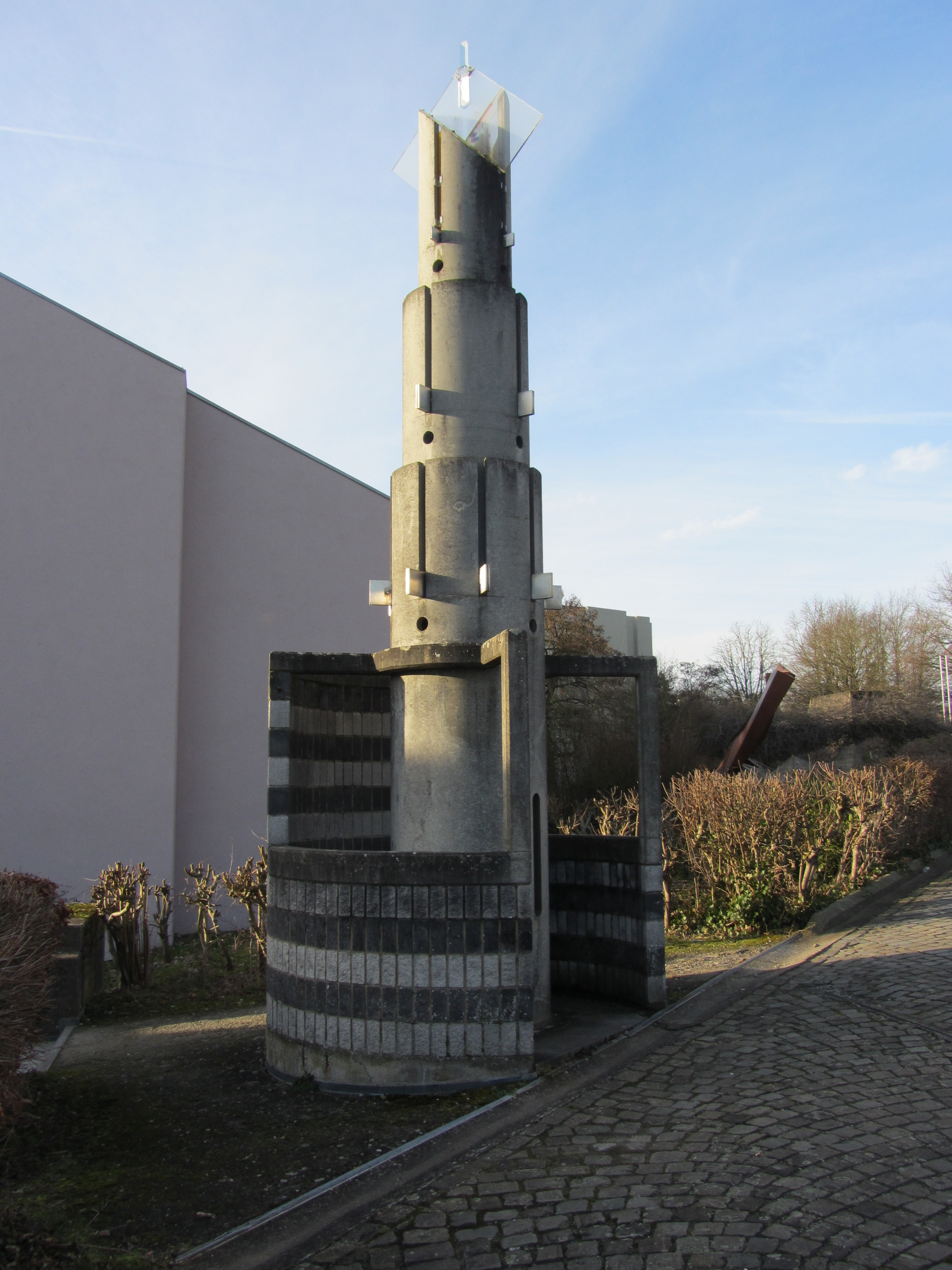
Tour kaléidoscopique, Musée d'art contemporain en plein air du Sart Tilman.

- 1969 : La Vie des Abeilles. Hommage à Maurice Maeterlinck, au Musée d'art contemporain en plein air du Sart Tilman (Université de Liège) ;
- 1982 : Tour kaléidoscopique, au Musée d'art contemporain en plein air du Sart Tilman (Université de Liège);
- 1987 : Statues d'Athéna et Hermès ornant le sommet de la façade de l'école supérieure EHSAL (Economische Hogeschool Sint-Aloysius), rue d'Assaut 2 (bâtiment conçu par l'architecte Alphonse Hoppenbrouwers) ;
- 1991 : Le fil d'Ariane[3], groupe de statues ornant la passerelle du Parlement Européen, rue Belliard (passerelle conçue par le bureau d'architecture Group Planning) ;
- 1993 : Sculpture ornant l'atrium du siège d'Electrabel (immeuble « Régent II »), boulevard du Régent 8 (bâtiment conçu par le CERAU) ;
- 2011 : Sculpture de Ludwig van Beethoven et de son grand-père Ludwig van Beethoven l'ancien, à Malines.

### Autre
- 1982 : Metrorama 78, fresque ornant la station de métro bruxelloise Aumale et réalisée avec l'aide des membres du photoclub de la STIB[4].

## Expositions
- 1965 : Palais des beaux-arts de Bruxelles.

## Prix et distinctions
- 1963 : Prix de la Jeune Sculpture Belge.